# 로저 코먼
로저 윌리엄 코먼(Roger William Corman, 1926년 4월 5일~2024년 5월 9일)은 미국의 영화 프로듀서이자 영화 감독, 배우이다. 아카데미상을 수상하였다.